# Reinhold Tilgner
Reinhold Tilgner (* 28. April 1902 in Berlin; † 8. Mai 1972) war ein deutscher Fußballspieler.

## Karriere
Tilgner gehörte dem SC Minerva 93 Berlin als Mittelfeldspieler an, für den er in der Saison 1931/32 in der vom Verband Brandenburgischer Ballspielvereine organisierten Berliner Meisterschaft Punktspiele bestritt.
In dem in zwei Gruppen ausgetragenen Wettbewerb schloss er mit seinem Verein seine Premierensaison in der Gruppe A als Sieger ab. Mit diesem Erfolg nahm der an der Finalrunde des VBB teil und belegte mit einem Punkt hinter dem Berliner Tennis-Club Borussia Platz zwei. Durch diesen Erfolg war seine Mannschaft zur Teilnahme an der Endrunde um die Deutsche Meisterschaft berechtigt. Doch bereits die Auftaktveranstaltung am 8. Mai 1932 im Münchener Heinrich-Zisch-Stadion gegen den FC Bayern München, dem späteren Deutschen Meister, wurde im Achtelfinale mit 2:4 verloren. 

## Erfolge
- Zweiter der Berliner Meisterschaft 1932